# Église Saint-Dominique de Naples
L'église Saint-Dominique (San Domenico) est une église de Naples située dans le quartier périphérique de Barra, dans la zone orientale de la ville. Elle est consacrée à saint Dominique, fondateur de l'ordre des frères prêcheurs.

## Histoire et description
L'église est bâtie à la fin du XVIe siècle; elle est remaniée au XVIIe siècle et au XVIIIe siècle. La façade, issue d'un projet de Francesco Solimena, remonte à cette époque. C'est d'ailleurs dans cette église que Solimena y fut ensuite enterré et que sa dépouille y repose toujours. Le fondateur de l'observatoire astronomique de Capodimonte, Federico Zuccari, y est aussi inhumé.
L'intérieur de l'église est décoré de stucs et abrite des tableaux de Francesco Solimena (La Madone avec saint Dominique, sainte Catherine de Sienne et saint Vincent) d'Orazio Solimena (petit-fils de Francesco Solimena) et de Paolo de Maio (it).

## Source de la traduction
- (it) Cet article est partiellement ou en totalité issu de l’article de Wikipédia en italien intitulé « Chiesa di San Domenico (Barra) » (voir la liste des auteurs).